# PostNord Danmark Rundt 2021
Danmark Rundt 2021 (eller PostNord Danmark Rundt 2021 af sponsorårsager) var den 30. udgave af det danske etapeløb Danmark Rundt. Cykelløbets fem etaper havde en samlet distance på 783,3 km, og blev kørt fra 10. august med start i Struer til 14. august 2021 hvor det sluttede med en enkeltstart på Frederiksberg Allé på Frederiksberg. Det er første gang i Danmark Rundts historie at det blev afsluttet med en enkeltstart. Løbet var en del af UCI ProSeries 2021. Den oprindelige 30. udgave blev i 2020 aflyst på grund af coronaviruspandemien. De planlagte start- og målbyer fra 2020 er de samme i 2021, med undtagelse af Tønder, som havde erstattet Flensborg. Løbet var det første med Frank Hyldgaard som projektchef, efter afskeden i 2020 med den mangeårige løbsdirektør Jesper Worre.
I alt 19 hold med syv ryttere hver stillede til start. Heraf var der være seks hold fra UCI World Touren. PostNord Danmark Rundt blev kørt samtidig med Tour de l'Avenir, World Tour-løbet Polen Rundt, og sluttede samme dag som Vuelta a España begynder. 
Den 21-årige belgier Remco Evenepoel fra Deceuninck-Quick Step blev en sikker vinder af løbet. Han vandt to etaper, og endte med et samlet forspring på 1.42 minut til løbets andenplads, danske Mads Pedersen fra Trek-Segafredo.

## Etaperne
| Etape    | Dato     | Start – Mål                   | type          | Afstand (km) | Elevation (m) | Etapevinder       | Førende rytter    |
| -------- | -------- | ----------------------------- | ------------- | ------------ | ------------- | ----------------- | ----------------- |
| 1. etape | 10. aug. | Struer – Esbjerg              | flad etape    | 175,3        | 349 m         | Dylan Groenewegen | Dylan Groenewegen |
| 2. etape | 11. aug. | Ribe – Sønderborg             | flad etape    | 189,6        | 793 m         | Mads Pedersen     | Dylan Groenewegen |
| 3. etape | 12. aug. | Tønder – Vejle                | kuperet etape | 219,2        | 1.760 m       | Remco Evenepoel   | Remco Evenepoel   |
| 4. etape | 13. aug. | Holbæk – Kalundborg           | kuperet etape | 188,4        | 1.340 m       | Colin Joyce       | Remco Evenepoel   |
| 5. etape | 14. aug. | Frederiksberg – Frederiksberg | enkeltstart   | 10,8         | 24 m          | Remco Evenepoel   | Remco Evenepoel   |

### 1. etape
| Struer - Esbjerg | flad etape | (175,3 km) |

| \| Etaperesultat \| Etaperesultat \| Etaperesultat \| Etaperesultat \| Etaperesultat \| \| Rytter \| Rytter \| Hold \| Tid \| \| \| ------------- \| ------------------ \| --------------------- \| ------------- \| ------------- \| \| 1. \| Dylan Groenewegen \| Jumbo-Visma \| 3t 47' 36" \| \| \| 2. \| Mark Cavendish \| Deceuninck-Quick Step \| + 0" \| \| \| 3. \| Giacomo Nizzolo \| Qhubeka NextHash \| + 0" \| \| \| 4. \| Arvid de Kleijn \| Rally Cycling \| + 2" \| \| \| 5. \| Cees Bol \| Team DSM \| + 2" \| \| \| 6. \| Mike Teunissen \| Jumbo-Visma \| + 2" \| \| \| 7. \| Mads Pedersen \| Trek-Segafredo \| + 2" \| \| \| 8. \| Tosh Van der Sande \| Lotto-Soudal \| + 2" \| \| \| 9. \| Jannik Steimle \| Deceuninck-Quick Step \| + 2" \| \| \| 10. \| Louis Bendixen \| Danmark \| + 2" \| \| |                    |                       |            |
| |                    |                       |            |
| Kilde: ProCyclingStats |                    |                       |            |
| Etaperesultat |                    |                       |            |
| Rytter | Rytter             | Hold                  | Tid        |
| 1. | Dylan Groenewegen  | Jumbo-Visma           | 3t 47' 36" |
| 2. | Mark Cavendish     | Deceuninck-Quick Step | + 0"       |
| 3. | Giacomo Nizzolo    | Qhubeka NextHash      | + 0"       |
| 4. | Arvid de Kleijn    | Rally Cycling         | + 2"       |
| 5. | Cees Bol           | Team DSM              | + 2"       |
| 6. | Mike Teunissen     | Jumbo-Visma           | + 2"       |
| 7. | Mads Pedersen      | Trek-Segafredo        | + 2"       |
| 8. | Tosh Van der Sande | Lotto-Soudal          | + 2"       |
| 9. | Jannik Steimle     | Deceuninck-Quick Step | + 2"       |
| 10. | Louis Bendixen     | Danmark               | + 2"       |

| \| Samlede stilling \| Samlede stilling \| Samlede stilling \| Samlede stilling \| Samlede stilling \| \| Rytter \| Rytter \| Hold \| Tid \| \| \| ---------------- \| ------------------ \| --------------------- \| ---------------- \| ---------------- \| \| 1. \| Dylan Groenewegen \| Jumbo-Visma \| 3t 47' 26" \| \| \| 2. \| Mark Cavendish \| Deceuninck-Quick Step \| + 4" \| \| \| 3. \| Giacomo Nizzolo \| Qhubeka NextHash \| + 6" \| \| \| 4. \| Arvid de Kleijn \| Rally Cycling \| + 12" \| \| \| 5. \| Cees Bol \| Team DSM \| + 12" \| \| \| 6. \| Mike Teunissen \| Jumbo-Visma \| + 12" \| \| \| 7. \| Mads Pedersen \| Trek-Segafredo \| + 12" \| \| \| 8. \| Tosh Van der Sande \| Lotto-Soudal \| + 12" \| \| \| 9. \| Jannik Steimle \| Deceuninck-Quick Step \| + 12" \| \| \| 10. \| Louis Bendixen \| Danmark \| + 12" \| \| |                    |                       |            |
| |                    |                       |            |
| Kilde: ProCyclingStats |                    |                       |            |
| Samlede stilling |                    |                       |            |
| Rytter | Rytter             | Hold                  | Tid        |
| 1. | Dylan Groenewegen  | Jumbo-Visma           | 3t 47' 26" |
| 2. | Mark Cavendish     | Deceuninck-Quick Step | + 4"       |
| 3. | Giacomo Nizzolo    | Qhubeka NextHash      | + 6"       |
| 4. | Arvid de Kleijn    | Rally Cycling         | + 12"      |
| 5. | Cees Bol           | Team DSM              | + 12"      |
| 6. | Mike Teunissen     | Jumbo-Visma           | + 12"      |
| 7. | Mads Pedersen      | Trek-Segafredo        | + 12"      |
| 8. | Tosh Van der Sande | Lotto-Soudal          | + 12"      |
| 9. | Jannik Steimle     | Deceuninck-Quick Step | + 12"      |
| 10. | Louis Bendixen     | Danmark               | + 12"      |

### 2. etape
| Ribe - Sønderborg | flad etape | (189,6 km) |

| \| Etaperesultat \| Etaperesultat \| Etaperesultat \| Etaperesultat \| Etaperesultat \| \| Rytter \| Rytter \| Hold \| Tid \| \| \| ------------- \| ------------------ \| ------------------------- \| ------------- \| ------------- \| \| 1. \| Mads Pedersen \| Trek-Segafredo \| 4t 02' 02" \| \| \| 2. \| Giacomo Nizzolo \| Qhubeka NextHash \| + 0" \| \| \| 3. \| Dylan Groenewegen \| Jumbo-Visma \| + 0" \| \| \| 4. \| Rasmus Tiller \| Uno-X Pro Cycling Team \| + 0" \| \| \| 5. \| Jannik Steimle \| Deceuninck-Quick Step \| + 0" \| \| \| 6. \| Timothy Dupont \| Bingoal Pauwels Sauces WB \| + 0" \| \| \| 7. \| Arvid de Kleijn \| Rally Cycling \| + 0" \| \| \| 8. \| Gerben Thijssen \| Lotto-Soudal \| + 0" \| \| \| 9. \| Tosh Van der Sande \| Lotto-Soudal \| + 0" \| \| \| 10. \| Mattias Skjelmose \| Trek-Segafredo \| + 0" \| \| |                    |                           |            |
| |                    |                           |            |
| Kilde: ProCyclingStats |                    |                           |            |
| Etaperesultat |                    |                           |            |
| Rytter | Rytter             | Hold                      | Tid        |
| 1. | Mads Pedersen      | Trek-Segafredo            | 4t 02' 02" |
| 2. | Giacomo Nizzolo    | Qhubeka NextHash          | + 0"       |
| 3. | Dylan Groenewegen  | Jumbo-Visma               | + 0"       |
| 4. | Rasmus Tiller      | Uno-X Pro Cycling Team    | + 0"       |
| 5. | Jannik Steimle     | Deceuninck-Quick Step     | + 0"       |
| 6. | Timothy Dupont     | Bingoal Pauwels Sauces WB | + 0"       |
| 7. | Arvid de Kleijn    | Rally Cycling             | + 0"       |
| 8. | Gerben Thijssen    | Lotto-Soudal              | + 0"       |
| 9. | Tosh Van der Sande | Lotto-Soudal              | + 0"       |
| 10. | Mattias Skjelmose  | Trek-Segafredo            | + 0"       |

| \| Samlede stilling \| Samlede stilling \| Samlede stilling \| Samlede stilling \| Samlede stilling \| \| Rytter \| Rytter \| Hold \| Tid \| \| \| ---------------- \| ------------------ \| ------------------------ \| ---------------- \| ---------------- \| \| 1. \| Dylan Groenewegen \| Jumbo-Visma \| 7t 49' 24" \| \| \| 2. \| Giacomo Nizzolo \| Qhubeka NextHash \| + 4" \| \| \| 3. \| Mads Pedersen \| Trek-Segafredo \| + 6" \| \| \| 4. \| Mark Cavendish \| Deceuninck-Quick Step \| + 8" \| \| \| 5. \| Kenneth Van Rooy \| Sport Vlaanderen-Baloise \| + 13" \| \| \| 6. \| Arvid de Kleijn \| Rally Cycling \| + 16" \| \| \| 7. \| Jannik Steimle \| Deceuninck-Quick Step \| + 16" \| \| \| 8. \| Tosh Van der Sande \| Lotto-Soudal \| + 16" \| \| \| 9. \| Gerben Thijssen \| Lotto-Soudal \| + 16" \| \| \| 10. \| Rasmus Tiller \| Uno-X Pro Cycling Team \| + 16" \| \| |                    |                          |            |
| |                    |                          |            |
| Kilde: ProCyclingStats |                    |                          |            |
| Samlede stilling |                    |                          |            |
| Rytter | Rytter             | Hold                     | Tid        |
| 1. | Dylan Groenewegen  | Jumbo-Visma              | 7t 49' 24" |
| 2. | Giacomo Nizzolo    | Qhubeka NextHash         | + 4"       |
| 3. | Mads Pedersen      | Trek-Segafredo           | + 6"       |
| 4. | Mark Cavendish     | Deceuninck-Quick Step    | + 8"       |
| 5. | Kenneth Van Rooy   | Sport Vlaanderen-Baloise | + 13"      |
| 6. | Arvid de Kleijn    | Rally Cycling            | + 16"      |
| 7. | Jannik Steimle     | Deceuninck-Quick Step    | + 16"      |
| 8. | Tosh Van der Sande | Lotto-Soudal             | + 16"      |
| 9. | Gerben Thijssen    | Lotto-Soudal             | + 16"      |
| 10. | Rasmus Tiller      | Uno-X Pro Cycling Team   | + 16"      |

### 3. etape
| Tønder - Vejle | kuperet etape | (219,2 km) |

| \| Etaperesultat \| Etaperesultat \| Etaperesultat \| Etaperesultat \| Etaperesultat \| \| Rytter \| Rytter \| Hold \| Tid \| \| \| ------------- \| --------------------- \| ------------------------- \| ------------- \| ------------- \| \| 1. \| Remco Evenepoel \| Deceuninck-Quick Step \| 4t 54' 44" \| \| \| 2. \| Tosh Van der Sande \| Lotto-Soudal \| + 1' 29" \| \| \| 3. \| Nick van der Lijke \| Riwal Cycling Team \| + 1' 32" \| \| \| 4. \| Mike Teunissen \| Jumbo-Visma \| + 1' 32" \| \| \| 5. \| Mads Pedersen \| Trek-Segafredo \| + 1' 41" \| \| \| 6. \| Anthon Charmig \| Uno-X Pro Cycling Team \| + 1' 54" \| \| \| 7. \| Mattias Skjelmose \| Trek-Segafredo \| + 3' 21" \| \| \| 8. \| Milan Menten \| Bingoal Pauwels Sauces WB \| + 3' 21" \| \| \| 9. \| Mads Rahbek \| BHS-PL Beton Bornholm \| + 3' 23" \| \| \| 10. \| Jeppe Aaskov Pallesen \| ColoQuick \| + 3' 23" \| \| |                       |                           |            |
| |                       |                           |            |
| Kilde: ProCyclingStats |                       |                           |            |
| Etaperesultat |                       |                           |            |
| Rytter | Rytter                | Hold                      | Tid        |
| 1. | Remco Evenepoel       | Deceuninck-Quick Step     | 4t 54' 44" |
| 2. | Tosh Van der Sande    | Lotto-Soudal              | + 1' 29"   |
| 3. | Nick van der Lijke    | Riwal Cycling Team        | + 1' 32"   |
| 4. | Mike Teunissen        | Jumbo-Visma               | + 1' 32"   |
| 5. | Mads Pedersen         | Trek-Segafredo            | + 1' 41"   |
| 6. | Anthon Charmig        | Uno-X Pro Cycling Team    | + 1' 54"   |
| 7. | Mattias Skjelmose     | Trek-Segafredo            | + 3' 21"   |
| 8. | Milan Menten          | Bingoal Pauwels Sauces WB | + 3' 21"   |
| 9. | Mads Rahbek           | BHS-PL Beton Bornholm     | + 3' 23"   |
| 10. | Jeppe Aaskov Pallesen | ColoQuick                 | + 3' 23"   |

| \| Samlede stilling \| Samlede stilling \| Samlede stilling \| Samlede stilling \| Samlede stilling \| \| Rytter \| Rytter \| Hold \| Tid \| \| \| ---------------- \| ------------------ \| ------------------------- \| ---------------- \| ---------------- \| \| 1. \| Remco Evenepoel \| Deceuninck-Quick Step \| 12t 44' 14" \| \| \| 2. \| Tosh Van der Sande \| Lotto-Soudal \| + 1' 33" \| \| \| 3. \| Mads Pedersen \| Trek-Segafredo \| + 1' 36" \| \| \| 4. \| Nick van der Lijke \| Riwal Cycling Team \| + 1' 38" \| \| \| 5. \| Mike Teunissen \| Jumbo-Visma \| + 1' 40" \| \| \| 6. \| Anthon Charmig \| Uno-X Pro Cycling Team \| + 2' 04" \| \| \| 7. \| Milan Menten \| Bingoal Pauwels Sauces WB \| + 3' 31" \| \| \| 8. \| Mattias Skjelmose \| Trek-Segafredo \| + 3' 31" \| \| \| 9. \| Rasmus Tiller \| Uno-X Pro Cycling Team \| + 3' 33" \| \| \| 10. \| Lucas Eriksson \| Riwal Cycling Team \| + 3' 33" \| \| |                    |                           |             |
| |                    |                           |             |
| Kilde: ProCyclingStats |                    |                           |             |
| Samlede stilling |                    |                           |             |
| Rytter | Rytter             | Hold                      | Tid         |
| 1. | Remco Evenepoel    | Deceuninck-Quick Step     | 12t 44' 14" |
| 2. | Tosh Van der Sande | Lotto-Soudal              | + 1' 33"    |
| 3. | Mads Pedersen      | Trek-Segafredo            | + 1' 36"    |
| 4. | Nick van der Lijke | Riwal Cycling Team        | + 1' 38"    |
| 5. | Mike Teunissen     | Jumbo-Visma               | + 1' 40"    |
| 6. | Anthon Charmig     | Uno-X Pro Cycling Team    | + 2' 04"    |
| 7. | Milan Menten       | Bingoal Pauwels Sauces WB | + 3' 31"    |
| 8. | Mattias Skjelmose  | Trek-Segafredo            | + 3' 31"    |
| 9. | Rasmus Tiller      | Uno-X Pro Cycling Team    | + 3' 33"    |
| 10. | Lucas Eriksson     | Riwal Cycling Team        | + 3' 33"    |

### 4. etape
| Holbæk - Kalundborg | kuperet etape | (188,4 km) |

| \| Etaperesultat \| Etaperesultat \| Etaperesultat \| Etaperesultat \| Etaperesultat \| \| Rytter \| Rytter \| Hold \| Tid \| \| \| ------------- \| -------------------------- \| ------------------------ \| ------------- \| ------------- \| \| 1. \| Colin Joyce \| Rally Cycling \| \| \| \| 2. \| Sebastian Nielsen \| Restaurant Suri-Carl Ras \| + 0" \| \| \| 3. \| Martin Salmon \| Team DSM \| + 0" \| \| \| 4. \| Magnus Bak Klaris \| Danmark \| + 0" \| \| \| 5. \| Aaron Van Poucke \| Sport Vlaanderen-Baloise \| + 0" \| \| \| 6. \| Mads Østergaard Kristensen \| ColoQuick \| + 2" \| \| \| 7. \| Giacomo Nizzolo \| Qhubeka NextHash \| + 6" \| \| \| 8. \| Mads Pedersen \| Trek-Segafredo \| + 6" \| \| \| 9. \| Mark Cavendish \| Deceuninck-Quick Step \| + 6" \| \| \| 10. \| Michael Mørkøv \| Deceuninck-Quick Step \| + 6" \| \| |                            |                          |      |
| |                            |                          |      |
| Kilde: ProCyclingStats |                            |                          |      |
| Etaperesultat |                            |                          |      |
| Rytter | Rytter                     | Hold                     | Tid  |
| 1. | Colin Joyce                | Rally Cycling            |      |
| 2. | Sebastian Nielsen          | Restaurant Suri-Carl Ras | + 0" |
| 3. | Martin Salmon              | Team DSM                 | + 0" |
| 4. | Magnus Bak Klaris          | Danmark                  | + 0" |
| 5. | Aaron Van Poucke           | Sport Vlaanderen-Baloise | + 0" |
| 6. | Mads Østergaard Kristensen | ColoQuick                | + 2" |
| 7. | Giacomo Nizzolo            | Qhubeka NextHash         | + 6" |
| 8. | Mads Pedersen              | Trek-Segafredo           | + 6" |
| 9. | Mark Cavendish             | Deceuninck-Quick Step    | + 6" |
| 10. | Michael Mørkøv             | Deceuninck-Quick Step    | + 6" |

| \| Samlede stilling \| Samlede stilling \| Samlede stilling \| Samlede stilling \| Samlede stilling \| \| Rytter \| Rytter \| Hold \| Tid \| \| \| ---------------- \| ------------------ \| ------------------------- \| ---------------- \| ---------------- \| \| 1. \| Remco Evenepoel \| Deceuninck-Quick Step \| 7t 07' 04" \| \| \| 2. \| Tosh Van der Sande \| Lotto-Soudal \| + 1' 33" \| \| \| 3. \| Mads Pedersen \| Trek-Segafredo \| + 1' 36" \| \| \| 4. \| Nick van der Lijke \| Riwal Cycling Team \| + 1' 38" \| \| \| 5. \| Mike Teunissen \| Jumbo-Visma \| + 1' 40" \| \| \| 6. \| Anthon Charmig \| Uno-X DARE Development \| + 2' 16" \| \| \| 7. \| Milan Menten \| Bingoal Pauwels Sauces WB \| + 3' 31" \| \| \| 8. \| Rasmus Tiller \| Uno-X Pro Cycling Team \| + 3' 33" \| \| \| 9. \| Lucas Eriksson \| Riwal Cycling Team \| + 3' 33" \| \| \| 10. \| Mattias Skjelmose \| Trek-Segafredo \| + 3' 43" \| \| |                    |                           |            |
| |                    |                           |            |
| Kilde: ProCyclingStats |                    |                           |            |
| Samlede stilling |                    |                           |            |
| Rytter | Rytter             | Hold                      | Tid        |
| 1. | Remco Evenepoel    | Deceuninck-Quick Step     | 7t 07' 04" |
| 2. | Tosh Van der Sande | Lotto-Soudal              | + 1' 33"   |
| 3. | Mads Pedersen      | Trek-Segafredo            | + 1' 36"   |
| 4. | Nick van der Lijke | Riwal Cycling Team        | + 1' 38"   |
| 5. | Mike Teunissen     | Jumbo-Visma               | + 1' 40"   |
| 6. | Anthon Charmig     | Uno-X DARE Development    | + 2' 16"   |
| 7. | Milan Menten       | Bingoal Pauwels Sauces WB | + 3' 31"   |
| 8. | Rasmus Tiller      | Uno-X Pro Cycling Team    | + 3' 33"   |
| 9. | Lucas Eriksson     | Riwal Cycling Team        | + 3' 33"   |
| 10. | Mattias Skjelmose  | Trek-Segafredo            | + 3' 43"   |

### 5. etape
| Frederiksberg - Frederiksberg | enkeltstart | (10,8 km) |

| \| Etaperesultat \| Etaperesultat \| Etaperesultat \| Etaperesultat \| Etaperesultat \| \| Rytter \| Rytter \| Hold \| Tid \| \| \| ------------- \| -------------------- \| ---------------------- \| ------------- \| ------------- \| \| 1. \| Remco Evenepoel \| Deceuninck-Quick Step \| 12' 13" \| \| \| 2. \| Søren Kragh Andersen \| Team DSM \| + 1" \| \| \| 3. \| Mads Pedersen \| Trek-Segafredo \| + 6" \| \| \| 4. \| Edoardo Affini \| Jumbo-Visma \| + 7" \| \| \| 5. \| Jannik Steimle \| Deceuninck-Quick Step \| + 14" \| \| \| 6. \| Mike Teunissen \| Jumbo-Visma \| + 20" \| \| \| 7. \| Mattias Skjelmose \| Trek-Segafredo \| + 23" \| \| \| 8. \| Morten Hulgaard \| Uno-X Pro Cycling Team \| + 28" \| \| \| 9. \| Mark Cavendish \| Deceuninck-Quick Step \| + 31" \| \| \| 10. \| Adam Holm Jørgensen \| BHS-PL Beton Bornholm \| + 33" \| \| |                      |                        |         |
| |                      |                        |         |
| Kilde: ProCyclingStats |                      |                        |         |
| Etaperesultat |                      |                        |         |
| Rytter | Rytter               | Hold                   | Tid     |
| 1. | Remco Evenepoel      | Deceuninck-Quick Step  | 12' 13" |
| 2. | Søren Kragh Andersen | Team DSM               | + 1"    |
| 3. | Mads Pedersen        | Trek-Segafredo         | + 6"    |
| 4. | Edoardo Affini       | Jumbo-Visma            | + 7"    |
| 5. | Jannik Steimle       | Deceuninck-Quick Step  | + 14"   |
| 6. | Mike Teunissen       | Jumbo-Visma            | + 20"   |
| 7. | Mattias Skjelmose    | Trek-Segafredo         | + 23"   |
| 8. | Morten Hulgaard      | Uno-X Pro Cycling Team | + 28"   |
| 9. | Mark Cavendish       | Deceuninck-Quick Step  | + 31"   |
| 10. | Adam Holm Jørgensen  | BHS-PL Beton Bornholm  | + 33"   |

## Samlet stilling
| \| Samlede stilling \| Samlede stilling \| Samlede stilling \| Samlede stilling \| Samlede stilling \| \| Rytter \| Rytter \| Hold \| Tid \| \| \| ---------------- \| -------------------- \| ---------------------- \| ---------------- \| ---------------- \| \| 1. \| Remco Evenepoel \| Deceuninck-Quick Step \| 17t 19' 17" \| \| \| 2. \| Mads Pedersen \| Trek-Segafredo \| + 1' 42" \| \| \| 3. \| Mike Teunissen \| Jumbo-Visma \| + 2' 00" \| \| \| 4. \| Nick van der Lijke \| Riwal Cycling Team \| + 2' 14" \| \| \| 5. \| Tosh Van der Sande \| Lotto-Soudal \| + 2' 30" \| \| \| 6. \| Søren Kragh Andersen \| Team DSM \| + 3' 46" \| \| \| 7. \| Anthon Charmig \| Uno-X Pro Cycling Team \| + 3' 51" \| \| \| 8. \| Mattias Skjelmose \| Trek-Segafredo \| + 4' 06" \| \| \| 9. \| Julien Bernard \| Trek-Segafredo \| + 4' 42" \| \| \| 10. \| Lucas Eriksson \| Riwal Cycling Team \| + 4' 42" \| \| |                      |                        |             |
| |                      |                        |             |
| Kilde: ProCyclingStats |                      |                        |             |
| Samlede stilling |                      |                        |             |
| Rytter | Rytter               | Hold                   | Tid         |
| 1. | Remco Evenepoel      | Deceuninck-Quick Step  | 17t 19' 17" |
| 2. | Mads Pedersen        | Trek-Segafredo         | + 1' 42"    |
| 3. | Mike Teunissen       | Jumbo-Visma            | + 2' 00"    |
| 4. | Nick van der Lijke   | Riwal Cycling Team     | + 2' 14"    |
| 5. | Tosh Van der Sande   | Lotto-Soudal           | + 2' 30"    |
| 6. | Søren Kragh Andersen | Team DSM               | + 3' 46"    |
| 7. | Anthon Charmig       | Uno-X Pro Cycling Team | + 3' 51"    |
| 8. | Mattias Skjelmose    | Trek-Segafredo         | + 4' 06"    |
| 9. | Julien Bernard       | Trek-Segafredo         | + 4' 42"    |
| 10. | Lucas Eriksson       | Riwal Cycling Team     | + 4' 42"    |

### Pointkonkurrencen
| Pointkonkurrence | Pointkonkurrence   | Pointkonkurrence         | Pointkonkurrence | Pointkonkurrence |
| Rytter           | Rytter             | Hold                     | Point            |                  |
| ---------------- | ------------------ | ------------------------ | ---------------- | ---------------- |
| 1.               | Mads Pedersen      | Trek-Segafredo           | 52 point         |                  |
| 2.               | Remco Evenepoel    | Deceuninck-Quick Step    | 30 point         |                  |
| 3.               | Giacomo Nizzolo    | Qhubeka NextHash         | 29 point         |                  |
| 4.               | Mike Teunissen     | Jumbo-Visma              | 26 point         |                  |
| 5.               | Dylan Groenewegen  | Jumbo-Visma              | 25 point         |                  |
| 6.               | Tosh Van der Sande | Lotto-Soudal             | 21 point         |                  |
| 8.               | Mark Cavendish     | Deceuninck-Quick Step    | 20 point         |                  |
| 9.               | Colin Joyce        | Rally Cycling            | 18 point         |                  |
| 10.              | Sebastian Nielsen  | Restaurant Suri-Carl Ras | 18 point         |                  |
| 10.              | Jannik Steimle     | Deceuninck-Quick Step    | 20 point         |                  |

### Bakkekonkurrencen
| Bjergkonkurrence | Bjergkonkurrence       | Bjergkonkurrence          | Bjergkonkurrence | Bjergkonkurrence |
| Rytter           | Rytter                 | Hold                      | Point            |                  |
| ---------------- | ---------------------- | ------------------------- | ---------------- | ---------------- |
| 1.               | Rasmus Bøgh Wallin     | Danmark                   | 40 point         |                  |
| 2.               | Emil Toudal            | BHS-PL Beton Bornholm     | 40 point         |                  |
| 3.               | Frederik Irgens Jensen | BHS-PL Beton Bornholm     | 32 point         |                  |
| 4.               | Jannik Steimle         | Deceuninck-Quick Step     | 16 point         |                  |
| 5.               | Julien Bernard         | Trek-Segafredo            | 12 point         |                  |
| 6.               | Jesper Hansen          | Riwal Cycling Team        | 12 point         |                  |
| 7.               | Daniel Stampe          | Danmark                   | 12 point         |                  |
| 8.               | Norbert Banaszek       | HRE Mazowsze Serce Polski | 12 point         |                  |
| 9.               | Anders Foldager        | Danmark                   | 12 point         |                  |
| 10.              | Jakub Kaczmarek        | HRE Mazowsze Serce Polski | 12 point         |                  |

### Ungdomskonkurrencen
| Ungdomskonkurrence | Ungdomskonkurrence     | Ungdomskonkurrence       | Ungdomskonkurrence | Ungdomskonkurrence |
| Rytter             | Rytter                 | Hold                     | Tid                |                    |
| ------------------ | ---------------------- | ------------------------ | ------------------ | ------------------ |
| 1.                 | Remco Evenepoel        | Deceuninck-Quick Step    | 17t 19' 17"        |                    |
| 2.                 | Mattias Skjelmose      | Trek-Segafredo           | + 4' 06"           |                    |
| 3.                 | Rick Pluimers          | Jumbo-Visma              | + 10' 46"          |                    |
| 4.                 | Antonio Puppio         | Qhubeka NextHash         | + 14' 37"          |                    |
| 5.                 | Kasper Andersen        | ColoQuick                | + 15' 14"          |                    |
| 6.                 | Sébastien Grignard     | Lotto-Soudal             | + 16' 07"          |                    |
| 7.                 | Tim van Dijke          | Jumbo-Visma              | + 17' 03"          |                    |
| 8.                 | Sebastian Nielsen      | Restaurant Suri-Carl Ras | + 19' 53"          |                    |
| 9.                 | Frederik Irgens Jensen | BHS-PL Beton Bornholm    | + 21' 44"          |                    |
| 10.                | Fabio Mazzucco         | Bardiani CSF Faizanè     | + 22' 15"          |                    |

### Holdkonkurrencen
| Holdkonkurrence | Holdkonkurrence        | Holdkonkurrence | Holdkonkurrence |
| Hold            | Hold                   | Tid             |                 |
| --------------- | ---------------------- | --------------- | --------------- |
| 1.              | Trek-Segafredo         | 52t 08' 18"     |                 |
| 2.              | Deceuninck-Quick Step  | + 4' 59"        |                 |
| 3.              | Jumbo-Visma            | + 10' 27"       |                 |
| 4.              | Riwal                  | + 10' 37"       |                 |
| 5.              | Uno-X Pro Cycling Team | + 12' 39"       |                 |
| 6.              | ColoQuick              | + 22' 28"       |                 |
| 7.              | Rally Cycling          | + 22' 31"       |                 |
| 8.              | Lotto Soudal           | + 23' 00"       |                 |
| 9.              | Danmark                | + 24' 13"       |                 |
| 10.             | Qhubeka NextHash       | + 24' 58"       |                 |

## Trøjernes fordeling gennem løbet
| Etape         | Vinder            | Førertrøjen       | Pointtrøjen ·     | Bakketrøjen            | Ungdomstrøjen ·   | Fightertrøjen      | Holdkonkurrencen ·    |
| ------------- | ----------------- | ----------------- | ----------------- | ---------------------- | ----------------- | ------------------ | --------------------- |
| 1             | Dylan Groenewegen | Dylan Groenewegen | Dylan Groenewegen | Frederik Irgens Jensen | Morten Nørtoft    | Rasmus Bøgh Wallin | Deceuninck-Quick Step |
| 2             | Mads Pedersen     | Dylan Groenewegen | Dylan Groenewegen | Rasmus Bøgh Wallin     | Mattias Skjelmose | Rasmus Bøgh Wallin | Trek-Segafredo        |
| 3             | Remco Evenepoel   | Remco Evenepoel   | Mads Pedersen     | Rasmus Bøgh Wallin     | Remco Evenepoel   | Daniel Stampe      | Trek-Segafredo        |
| 4             | Colin Joyce       | Remco Evenepoel   | Mads Pedersen     | Rasmus Bøgh Wallin     | Remco Evenepoel   | Emil Toudal        | Trek-Segafredo        |
| 5             | Remco Evenepoel   | Remco Evenepoel   | Mads Pedersen     | Rasmus Bøgh Wallin     | Remco Evenepoel   | “ikke uddelt”      | Trek-Segafredo        |
| Samlet vinder | Samlet vinder     | Remco Evenepoel   | Mads Pedersen     | Rasmus Bøgh Wallin     | Remco Evenepoel   | Rasmus Bøgh Wallin | Trek-Segafredo        |

## Hold og ryttere
| UCI WorldTeams (6)- Deceuninck-Quick Step - Jumbo-Visma - Lotto Soudal - Qhubeka NextHash - Team DSM - Trek-Segafredo UCI ProTeams (7)- Bardiani CSF Faizanè - Bingoal Pauwels Sauces WB - Team Novo Nordisk - Rally Cycling - Sport Vlaanderen-Baloise - Uno-X Pro Cycling Team - Vini Zabù UCI Kontinentalhold (5)- BHS-PL Beton Bornholm - ColoQuick - HRE Mazowsze Serce Polski - Restaurant Suri-Carl Ras - Riwal Landshold- Danmark |
| |

| Nationer                                                                    | Antal ryttere |
| --------------------------------------------------------------------------- | ------------- |
| Danmark                                                                     | 45            |
| Belgien, Italien                                                            | 20            |
| Holland                                                                     | 12            |
| Polen                                                                       | 7             |
| Canada, Norge                                                               | 4             |
| Australien                                                                  | 3             |
| Frankrig, Storbritannien, Tyskland, USA                                     | 2             |
| Estland, Luxembourg, New Zealand, Schweiz, Spanien, Sverige, Ungarn, Østrig | 1             |
| Totalt                                                                      | 131           |

### Startliste
| Uno-X Pro Cycling Team UXT | Uno-X Pro Cycling Team UXT | Uno-X Pro Cycling Team UXT |
| -------------------------- | -------------------------- | -------------------------- |
| Nr.                        | Rytter                     | Placering                  |
| 1                          | Niklas Larsen (DEN)        | DNS-2                      |
| 2                          | Rasmus Tiller (NOR)        | 14.                        |
| 3                          | Anders Skaarseth (NOR)     | 46.                        |
| 4                          | Kristoffer Halvorsen (NOR) | DNF-2                      |
| 5                          | Daniel Hoelgaard (NOR)     | DNF-3                      |
| 6                          | Morten Hulgaard (DEN)      | 67.                        |
| 7                          | Anthon Charmig (DEN)       | 7.                         |

| Deceuninck-Quick Step DQT | Deceuninck-Quick Step DQT | Deceuninck-Quick Step DQT |
| ------------------------- | ------------------------- | ------------------------- |
| Nr.                       | Rytter                    | Placering                 |
| 11                        | Mark Cavendish (GBR)      | 21.                       |
| 12                        | Shane Archbold (NZL)      | 80.                       |
| 13                        | Iljo Keisse (BEL)         | 87.                       |
| 14                        | Yves Lampaert (BEL)       | DNS-2                     |
| 15                        | Michael Mørkøv (DEN)      | 18.                       |
| 16                        | Jannik Steimle (GER)      | 15.                       |
| 17                        | Remco Evenepoel (BEL)     | 1.                        |

| Trek-Segafredo TFS | Trek-Segafredo TFS      | Trek-Segafredo TFS |
| ------------------ | ----------------------- | ------------------ |
| Nr.                | Rytter                  | Placering          |
| 21                 | Mads Pedersen (DEN)     | 2.                 |
| 22                 | Julien Bernard (FRA)    | 9.                 |
| 23                 | Jakob Egholm (DEN)      | 94.                |
| 24                 | Alexander Kamp (DEN)    | 62.                |
| 25                 | Matteo Moschetti (ITA)  | DNF-4              |
| 26                 | Michel Ries (LUX)       | DNF-4              |
| 27                 | Mattias Skjelmose (DEN) | 8.                 |

| Team DSM DSM | Team DSM DSM               | Team DSM DSM |
| ------------ | -------------------------- | ------------ |
| Nr.          | Rytter                     | Placering    |
| 31           | Søren Kragh Andersen (DEN) | 6.           |
| 32           | Tim Naberman (NED)         | 63.          |
| 33           | Cees Bol (NED)             | 41.          |
| 34           | Casper Pedersen (DEN)      | HD-3         |
| 35           | Martin Salmon (GER)        | 84.          |
| 36           | Joris Nieuwenhuis (NED)    | 54.          |
| 37           | Tobias Lund Andresen (DEN) | DNS-2        |

| Jumbo-Visma TJV | Jumbo-Visma TJV              | Jumbo-Visma TJV |
| --------------- | ---------------------------- | --------------- |
| Nr.             | Rytter                       | Placering       |
| 41              | Dylan Groenewegen (NED)      | 28.             |
| 42              | Edoardo Affini (ITA)         | 42.             |
| 43              | Chris Harper (AUS)           | 65.             |
| 44              | Timo Roosen (NED) (landevej) | 38.             |
| 45              | Mike Teunissen (NED)         | 3.              |
| 46              | Tim van Dijke (NED)          | 43.             |
| 47              | Rick Pluimers (NED)          | 17.             |

| Qhubeka NextHash TQA | Qhubeka NextHash TQA             | Qhubeka NextHash TQA |
| -------------------- | -------------------------------- | -------------------- |
| Nr.                  | Rytter                           | Placering            |
| 51                   | Lasse Norman Leth (DEN)          | 91.                  |
| 52                   | Antonio Puppio (ITA)             | 26.                  |
| 53                   | Michael Gogl (AUT)               | 51.                  |
| 54                   | Giacomo Nizzolo (ITA) (landevej) | 22.                  |
| 55                   | Matteo Pelucchi (ITA)            | 102.                 |
| 56                   | Mauro Schmid (SUI)               | DNF-4                |
| 57                   | Andreas Stokbro (DEN)            | 49.                  |

| Lotto-Soudal LTS | Lotto-Soudal LTS         | Lotto-Soudal LTS |
| ---------------- | ------------------------ | ---------------- |
| Nr.              | Rytter                   | Placering        |
| 61               | Tosh Van der Sande (BEL) | 5.               |
| 62               | Sébastien Grignard (BEL) | 39.              |
| 63               | Kamil Małecki (POL)      | 55.              |
| 64               | Harry Sweeny (AUS)       | DNS-3            |
| 65               | Gerben Thijssen (BEL)    | 35.              |

| Vini Zabù THR | Vini Zabù THR              | Vini Zabù THR |
| ------------- | -------------------------- | ------------- |
| Nr.           | Rytter                     | Placering     |
| 71            | Jakub Mareczko (ITA)       | 93.           |
| 72            | Marco Frapporti (ITA)      | DNF-4         |
| 73            | Simone Bevilacqua (ITA)    | 92.           |
| 74            | Mattia Bevilacqua (ITA)    | 61.           |
| 75            | Davide Orrico (ITA)        | 30.           |
| 76            | Riccardo Stacchiotti (ITA) | 83.           |
| 77            | Etienne van Empel (NED)    | DNF-2         |

| Rally Cycling RLY | Rally Cycling RLY            | Rally Cycling RLY |
| ----------------- | ---------------------------- | ----------------- |
| Nr.               | Rytter                       | Placering         |
| 81                | Robin Carpenter (USA)        | 32.               |
| 82                | Pier-André Côté (CAN)        | 13.               |
| 83                | Matteo Dal-Cin (CAN)         | DNS-2             |
| 84                | Arvid de Kleijn (NED)        | 33.               |
| 85                | Adam de Vos (CAN) (landevej) | 79.               |
| 86                | Colin Joyce (USA)            | 20.               |
| 87                | Nickolas Zukowsky (CAN)      | 37.               |

| Team Novo Nordisk TNN | Team Novo Nordisk TNN | Team Novo Nordisk TNN |
| --------------------- | --------------------- | --------------------- |
| Nr.                   | Rytter                | Placering             |
| 91                    | Umberto Poli (ITA)    | 98.                   |
| 92                    | Andrea Peron (ITA)    | 90.                   |
| 93                    | David Lozano (ESP)    | 44.                   |
| 94                    | Declan Irvine (AUS)   | HD-5                  |
| 95                    | Sam Brand (GBR)       | 97.                   |
| 96                    | Péter Kusztor (HUN)   | 104.                  |
| 97                    | Robbe Ceurens (BEL)   | DNF-3                 |

| Bingoal Pauwels Sauces WB BWB | Bingoal Pauwels Sauces WB BWB | Bingoal Pauwels Sauces WB BWB |
| ----------------------------- | ----------------------------- | ----------------------------- |
| Nr.                           | Rytter                        | Placering                     |
| 101                           | Timothy Dupont (BEL)          | 36.                           |
| 102                           | Jonas Castrique (BEL)         | 85.                           |
| 103                           | Milan Menten (BEL)            | 11.                           |
| 104                           | Laurenz Rex (BEL)             | 66.                           |
| 105                           | Jelle Declerck (BEL)          | 86.                           |
| 106                           | Dorian de Maeght (BEL)        | 52.                           |
| 107                           | Nathan Vandepitte (FRA)       | 100.                          |

| Sport Vlaanderen-Baloise SVB | Sport Vlaanderen-Baloise SVB | Sport Vlaanderen-Baloise SVB |
| ---------------------------- | ---------------------------- | ---------------------------- |
| Nr.                          | Rytter                       | Placering                    |
| 111                          | Ruben Apers (BEL)            | 59.                          |
| 112                          | Aaron Van Poucke (BEL)       | 53.                          |
| 113                          | Gilles De Wilde (BEL)        | DNF-3                        |
| 114                          | Thomas Sprengers (BEL)       | 40.                          |
| 115                          | Kenneth Van Rooy (BEL)       | 19.                          |
| 116                          | Jordi Warlop (BEL)           | 47.                          |
| 117                          | Thimo Willems (BEL)          | 29.                          |

| Bardiani CSF Faizanè BCF | Bardiani CSF Faizanè BCF | Bardiani CSF Faizanè BCF |
| ------------------------ | ------------------------ | ------------------------ |
| Nr.                      | Rytter                   | Placering                |
| 121                      | Enrico Battaglin (ITA)   | 48.                      |
| 122                      | Filippo Fiorelli (ITA)   | 60.                      |
| 123                      | Mirco Maestri (ITA)      | 68.                      |
| 124                      | Fabio Mazzucco (ITA)     | 58.                      |
| 125                      | Alessandro Tonelli (ITA) | DNF-2                    |
| 126                      | Tomas Trainini (ITA)     | DNF-3                    |
| 127                      | Samuele Zoccarato (ITA)  | 71.                      |

| HRE Mazowsze Serce Polski MSP | HRE Mazowsze Serce Polski MSP | HRE Mazowsze Serce Polski MSP |
| ----------------------------- | ----------------------------- | ----------------------------- |
| Nr.                           | Rytter                        | Placering                     |
| 131                           | Adrian Banaszek (POL)         | 82.                           |
| 132                           | Alan Banaszek (POL)           | DNS-3                         |
| 133                           | Norbert Banaszek (POL)        | 95.                           |
| 134                           | Paweł Bernas (POL)            | 76.                           |
| 135                           | Jakub Kaczmarek (POL)         | 57.                           |
| 136                           | Adrian Kurek (POL)            | 99.                           |
| 137                           | Mihkel Räim (EST) (landevej)  | DNF-4                         |

| Riwal Cycling Team RIW | Riwal Cycling Team RIW   | Riwal Cycling Team RIW |
| ---------------------- | ------------------------ | ---------------------- |
| Nr.                    | Rytter                   | Placering              |
| 141                    | Jesper Hansen (DEN)      | 31.                    |
| 142                    | Lucas Eriksson (SWE)     | 10.                    |
| 143                    | Tobias Kongstad (DEN)    | 64.                    |
| 144                    | Nick van der Lijke (NED) | 4.                     |
| 145                    | Elmar Reinders (NED)     | DNF-3                  |
| 146                    | Rasmus Quaade (DEN)      | 88.                    |
| 147                    | Morten Nørtoft (DEN)     | 73.                    |

| ColoQuick TCQ | ColoQuick TCQ                    | ColoQuick TCQ |
| ------------- | -------------------------------- | ------------- |
| Nr.           | Rytter                           | Placering     |
| 151           | Frederik Muff (DEN)              | 96.           |
| 152           | Mads Østergaard Kristensen (DEN) | 23.           |
| 153           | Jeppe Aaskov Pallesen (DEN)      | 12.           |
| 154           | Nicolai Brøchner (DEN)           | 89.           |
| 155           | Mads Andersen (DEN)              | 101.          |
| 156           | Alexander Salby (DEN)            | 81.           |
| 157           | Kasper Andersen (DEN)            | 34.           |

| Restaurant Suri-Carl Ras SCC | Restaurant Suri-Carl Ras SCC | Restaurant Suri-Carl Ras SCC |
| ---------------------------- | ---------------------------- | ---------------------------- |
| Nr.                          | Rytter                       | Placering                    |
| 161                          | Christian Lindquist (DEN)    | 103.                         |
| 162                          | Mathias Larsen (DEN)         | 74.                          |
| 163                          | Sebastian Nielsen (DEN)      | 50.                          |
| 164                          | Rasmus Lund Pedersen (DEN)   | DNF-2                        |
| 165                          | Rasmus Hestbek Lund          | DNF-2                        |
| 166                          | Julius Nowak Dalner          | DNF-3                        |
| 167                          | Markus Kramer                | DNF-3                        |

| BHS-PL Beton Bornholm BPC | BHS-PL Beton Bornholm BPC    | BHS-PL Beton Bornholm BPC |
| ------------------------- | ---------------------------- | ------------------------- |
| Nr.                       | Rytter                       | Placering                 |
| 171                       | Emil Toudal (DEN)            | 77.                       |
| 172                       | Mads Rahbek (DEN)            | 16.                       |
| 173                       | Frederik Irgens Jensen (DEN) | 56.                       |
| 174                       | Mathias Bregnhøj (DEN)       | 45.                       |
| 175                       | Nils Lau Nyborg Broge (DEN)  | 27.                       |
| 176                       | Martin Toft Madsen (DEN)     | DNF-2                     |
| 177                       | Adam Holm Jørgensen (DEN)    | 75.                       |

| Danmark DEN | Danmark DEN             | Danmark DEN |
| ----------- | ----------------------- | ----------- |
| Nr.         | Rytter                  | Placering   |
| 181         | Louis Bendixen          | 24.         |
| 182         | Anders Foldager         | 105.        |
| 183         | Rasmus Søjberg Pedersen | 69.         |
| 184         | Rasmus Bøgh Wallin      | 78.         |
| 185         | Daniel Stampe           | 70.         |
| 186         | Magnus Bak Klaris       | 25.         |
| 187         | Simon Bak               | 72.         |

| Uno-X Pro Cycling Team UXT | Uno-X Pro Cycling Team UXT | Uno-X Pro Cycling Team UXT |
| -------------------------- | -------------------------- | -------------------------- |
| Nr.                        | Rytter                     | Placering                  |
| 1                          | Niklas Larsen (DEN)        | DNS-2                      |
| 2                          | Rasmus Tiller (NOR)        | 14.                        |
| 3                          | Anders Skaarseth (NOR)     | 46.                        |
| 4                          | Kristoffer Halvorsen (NOR) | DNF-2                      |
| 5                          | Daniel Hoelgaard (NOR)     | DNF-3                      |
| 6                          | Morten Hulgaard (DEN)      | 67.                        |
| 7                          | Anthon Charmig (DEN)       | 7.                         |

| Deceuninck-Quick Step DQT | Deceuninck-Quick Step DQT | Deceuninck-Quick Step DQT |
| ------------------------- | ------------------------- | ------------------------- |
| Nr.                       | Rytter                    | Placering                 |
| 11                        | Mark Cavendish (GBR)      | 21.                       |
| 12                        | Shane Archbold (NZL)      | 80.                       |
| 13                        | Iljo Keisse (BEL)         | 87.                       |
| 14                        | Yves Lampaert (BEL)       | DNS-2                     |
| 15                        | Michael Mørkøv (DEN)      | 18.                       |
| 16                        | Jannik Steimle (GER)      | 15.                       |
| 17                        | Remco Evenepoel (BEL)     | 1.                        |

| Trek-Segafredo TFS | Trek-Segafredo TFS      | Trek-Segafredo TFS |
| ------------------ | ----------------------- | ------------------ |
| Nr.                | Rytter                  | Placering          |
| 21                 | Mads Pedersen (DEN)     | 2.                 |
| 22                 | Julien Bernard (FRA)    | 9.                 |
| 23                 | Jakob Egholm (DEN)      | 94.                |
| 24                 | Alexander Kamp (DEN)    | 62.                |
| 25                 | Matteo Moschetti (ITA)  | DNF-4              |
| 26                 | Michel Ries (LUX)       | DNF-4              |
| 27                 | Mattias Skjelmose (DEN) | 8.                 |

| Team DSM DSM | Team DSM DSM               | Team DSM DSM |
| ------------ | -------------------------- | ------------ |
| Nr.          | Rytter                     | Placering    |
| 31           | Søren Kragh Andersen (DEN) | 6.           |
| 32           | Tim Naberman (NED)         | 63.          |
| 33           | Cees Bol (NED)             | 41.          |
| 34           | Casper Pedersen (DEN)      | HD-3         |
| 35           | Martin Salmon (GER)        | 84.          |
| 36           | Joris Nieuwenhuis (NED)    | 54.          |
| 37           | Tobias Lund Andresen (DEN) | DNS-2        |

| Jumbo-Visma TJV | Jumbo-Visma TJV              | Jumbo-Visma TJV |
| --------------- | ---------------------------- | --------------- |
| Nr.             | Rytter                       | Placering       |
| 41              | Dylan Groenewegen (NED)      | 28.             |
| 42              | Edoardo Affini (ITA)         | 42.             |
| 43              | Chris Harper (AUS)           | 65.             |
| 44              | Timo Roosen (NED) (landevej) | 38.             |
| 45              | Mike Teunissen (NED)         | 3.              |
| 46              | Tim van Dijke (NED)          | 43.             |
| 47              | Rick Pluimers (NED)          | 17.             |

| Qhubeka NextHash TQA | Qhubeka NextHash TQA             | Qhubeka NextHash TQA |
| -------------------- | -------------------------------- | -------------------- |
| Nr.                  | Rytter                           | Placering            |
| 51                   | Lasse Norman Leth (DEN)          | 91.                  |
| 52                   | Antonio Puppio (ITA)             | 26.                  |
| 53                   | Michael Gogl (AUT)               | 51.                  |
| 54                   | Giacomo Nizzolo (ITA) (landevej) | 22.                  |
| 55                   | Matteo Pelucchi (ITA)            | 102.                 |
| 56                   | Mauro Schmid (SUI)               | DNF-4                |
| 57                   | Andreas Stokbro (DEN)            | 49.                  |

| Lotto-Soudal LTS | Lotto-Soudal LTS         | Lotto-Soudal LTS |
| ---------------- | ------------------------ | ---------------- |
| Nr.              | Rytter                   | Placering        |
| 61               | Tosh Van der Sande (BEL) | 5.               |
| 62               | Sébastien Grignard (BEL) | 39.              |
| 63               | Kamil Małecki (POL)      | 55.              |
| 64               | Harry Sweeny (AUS)       | DNS-3            |
| 65               | Gerben Thijssen (BEL)    | 35.              |

| Vini Zabù THR | Vini Zabù THR              | Vini Zabù THR |
| ------------- | -------------------------- | ------------- |
| Nr.           | Rytter                     | Placering     |
| 71            | Jakub Mareczko (ITA)       | 93.           |
| 72            | Marco Frapporti (ITA)      | DNF-4         |
| 73            | Simone Bevilacqua (ITA)    | 92.           |
| 74            | Mattia Bevilacqua (ITA)    | 61.           |
| 75            | Davide Orrico (ITA)        | 30.           |
| 76            | Riccardo Stacchiotti (ITA) | 83.           |
| 77            | Etienne van Empel (NED)    | DNF-2         |

| Rally Cycling RLY | Rally Cycling RLY            | Rally Cycling RLY |
| ----------------- | ---------------------------- | ----------------- |
| Nr.               | Rytter                       | Placering         |
| 81                | Robin Carpenter (USA)        | 32.               |
| 82                | Pier-André Côté (CAN)        | 13.               |
| 83                | Matteo Dal-Cin (CAN)         | DNS-2             |
| 84                | Arvid de Kleijn (NED)        | 33.               |
| 85                | Adam de Vos (CAN) (landevej) | 79.               |
| 86                | Colin Joyce (USA)            | 20.               |
| 87                | Nickolas Zukowsky (CAN)      | 37.               |

| Team Novo Nordisk TNN | Team Novo Nordisk TNN | Team Novo Nordisk TNN |
| --------------------- | --------------------- | --------------------- |
| Nr.                   | Rytter                | Placering             |
| 91                    | Umberto Poli (ITA)    | 98.                   |
| 92                    | Andrea Peron (ITA)    | 90.                   |
| 93                    | David Lozano (ESP)    | 44.                   |
| 94                    | Declan Irvine (AUS)   | HD-5                  |
| 95                    | Sam Brand (GBR)       | 97.                   |
| 96                    | Péter Kusztor (HUN)   | 104.                  |
| 97                    | Robbe Ceurens (BEL)   | DNF-3                 |

| Bingoal Pauwels Sauces WB BWB | Bingoal Pauwels Sauces WB BWB | Bingoal Pauwels Sauces WB BWB |
| ----------------------------- | ----------------------------- | ----------------------------- |
| Nr.                           | Rytter                        | Placering                     |
| 101                           | Timothy Dupont (BEL)          | 36.                           |
| 102                           | Jonas Castrique (BEL)         | 85.                           |
| 103                           | Milan Menten (BEL)            | 11.                           |
| 104                           | Laurenz Rex (BEL)             | 66.                           |
| 105                           | Jelle Declerck (BEL)          | 86.                           |
| 106                           | Dorian de Maeght (BEL)        | 52.                           |
| 107                           | Nathan Vandepitte (FRA)       | 100.                          |

| Sport Vlaanderen-Baloise SVB | Sport Vlaanderen-Baloise SVB | Sport Vlaanderen-Baloise SVB |
| ---------------------------- | ---------------------------- | ---------------------------- |
| Nr.                          | Rytter                       | Placering                    |
| 111                          | Ruben Apers (BEL)            | 59.                          |
| 112                          | Aaron Van Poucke (BEL)       | 53.                          |
| 113                          | Gilles De Wilde (BEL)        | DNF-3                        |
| 114                          | Thomas Sprengers (BEL)       | 40.                          |
| 115                          | Kenneth Van Rooy (BEL)       | 19.                          |
| 116                          | Jordi Warlop (BEL)           | 47.                          |
| 117                          | Thimo Willems (BEL)          | 29.                          |

| Bardiani CSF Faizanè BCF | Bardiani CSF Faizanè BCF | Bardiani CSF Faizanè BCF |
| ------------------------ | ------------------------ | ------------------------ |
| Nr.                      | Rytter                   | Placering                |
| 121                      | Enrico Battaglin (ITA)   | 48.                      |
| 122                      | Filippo Fiorelli (ITA)   | 60.                      |
| 123                      | Mirco Maestri (ITA)      | 68.                      |
| 124                      | Fabio Mazzucco (ITA)     | 58.                      |
| 125                      | Alessandro Tonelli (ITA) | DNF-2                    |
| 126                      | Tomas Trainini (ITA)     | DNF-3                    |
| 127                      | Samuele Zoccarato (ITA)  | 71.                      |

| HRE Mazowsze Serce Polski MSP | HRE Mazowsze Serce Polski MSP | HRE Mazowsze Serce Polski MSP |
| ----------------------------- | ----------------------------- | ----------------------------- |
| Nr.                           | Rytter                        | Placering                     |
| 131                           | Adrian Banaszek (POL)         | 82.                           |
| 132                           | Alan Banaszek (POL)           | DNS-3                         |
| 133                           | Norbert Banaszek (POL)        | 95.                           |
| 134                           | Paweł Bernas (POL)            | 76.                           |
| 135                           | Jakub Kaczmarek (POL)         | 57.                           |
| 136                           | Adrian Kurek (POL)            | 99.                           |
| 137                           | Mihkel Räim (EST) (landevej)  | DNF-4                         |

| Riwal Cycling Team RIW | Riwal Cycling Team RIW   | Riwal Cycling Team RIW |
| ---------------------- | ------------------------ | ---------------------- |
| Nr.                    | Rytter                   | Placering              |
| 141                    | Jesper Hansen (DEN)      | 31.                    |
| 142                    | Lucas Eriksson (SWE)     | 10.                    |
| 143                    | Tobias Kongstad (DEN)    | 64.                    |
| 144                    | Nick van der Lijke (NED) | 4.                     |
| 145                    | Elmar Reinders (NED)     | DNF-3                  |
| 146                    | Rasmus Quaade (DEN)      | 88.                    |
| 147                    | Morten Nørtoft (DEN)     | 73.                    |

| ColoQuick TCQ | ColoQuick TCQ                    | ColoQuick TCQ |
| ------------- | -------------------------------- | ------------- |
| Nr.           | Rytter                           | Placering     |
| 151           | Frederik Muff (DEN)              | 96.           |
| 152           | Mads Østergaard Kristensen (DEN) | 23.           |
| 153           | Jeppe Aaskov Pallesen (DEN)      | 12.           |
| 154           | Nicolai Brøchner (DEN)           | 89.           |
| 155           | Mads Andersen (DEN)              | 101.          |
| 156           | Alexander Salby (DEN)            | 81.           |
| 157           | Kasper Andersen (DEN)            | 34.           |

| Restaurant Suri-Carl Ras SCC | Restaurant Suri-Carl Ras SCC | Restaurant Suri-Carl Ras SCC |
| ---------------------------- | ---------------------------- | ---------------------------- |
| Nr.                          | Rytter                       | Placering                    |
| 161                          | Christian Lindquist (DEN)    | 103.                         |
| 162                          | Mathias Larsen (DEN)         | 74.                          |
| 163                          | Sebastian Nielsen (DEN)      | 50.                          |
| 164                          | Rasmus Lund Pedersen (DEN)   | DNF-2                        |
| 165                          | Rasmus Hestbek Lund          | DNF-2                        |
| 166                          | Julius Nowak Dalner          | DNF-3                        |
| 167                          | Markus Kramer                | DNF-3                        |

| BHS-PL Beton Bornholm BPC | BHS-PL Beton Bornholm BPC    | BHS-PL Beton Bornholm BPC |
| ------------------------- | ---------------------------- | ------------------------- |
| Nr.                       | Rytter                       | Placering                 |
| 171                       | Emil Toudal (DEN)            | 77.                       |
| 172                       | Mads Rahbek (DEN)            | 16.                       |
| 173                       | Frederik Irgens Jensen (DEN) | 56.                       |
| 174                       | Mathias Bregnhøj (DEN)       | 45.                       |
| 175                       | Nils Lau Nyborg Broge (DEN)  | 27.                       |
| 176                       | Martin Toft Madsen (DEN)     | DNF-2                     |
| 177                       | Adam Holm Jørgensen (DEN)    | 75.                       |

| Danmark DEN | Danmark DEN             | Danmark DEN |
| ----------- | ----------------------- | ----------- |
| Nr.         | Rytter                  | Placering   |
| 181         | Louis Bendixen          | 24.         |
| 182         | Anders Foldager         | 105.        |
| 183         | Rasmus Søjberg Pedersen | 69.         |
| 184         | Rasmus Bøgh Wallin      | 78.         |
| 185         | Daniel Stampe           | 70.         |
| 186         | Magnus Bak Klaris       | 25.         |
| 187         | Simon Bak               | 72.         |